# 뺄셈
뺄셈(문화어: 덜기)은 사칙연산의 하나로 덧셈의 반대이다. 보통 계산 대상 사이의 빼기표로 표시한다.
뺄셈의 각 항들의 이름은 전통적으로
{\displaystyle c-b=a}에서
{\displaystyle a}는 차(difference), {\displaystyle c}는 피감수(minuend), {\displaystyle b}는 감수(subtrahend)라 한다. 더하기 연산이 정의되어 있을 때, 원 {\displaystyle b}의 덧셈의 역원을 {\displaystyle -b}라고 쓰면 {\displaystyle c}와 {\displaystyle -b}의 합을 {\displaystyle c-b}라고 볼 수도 있다.

## 정의
점 {\displaystyle a}와 {\displaystyle c}가 양끝에 있고 길이가 {\displaystyle b}가 있는 선분이 있을 때 점 {\displaystyle a}에서 점 {\displaystyle c}로 가려면 {\displaystyle b}의 길이를 오른쪽의 방향으로 지나가야한다.
이것은 덧셈이라고 하고 {\displaystyle a+b=c}로 표현될 수 있다.
같은 선분에서 점 {\displaystyle c}에서 점 {\displaystyle a}로 가려면 다시 {\displaystyle b}의 길이를 지나가야 한다.
하지만 이번에는 오른쪽이 아닌 왼쪽의 방향으로 지나가게 된다. 이것은 뺄셈이라고 하고 {\displaystyle c-b=a}로 표현될 수 있다.

## 계산법

### 오스트리아
예시:

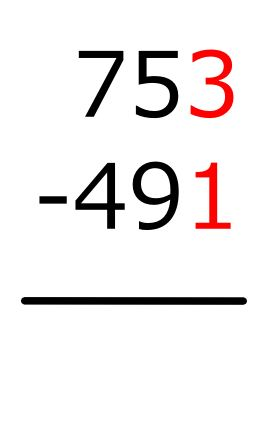
1 + ... = 3
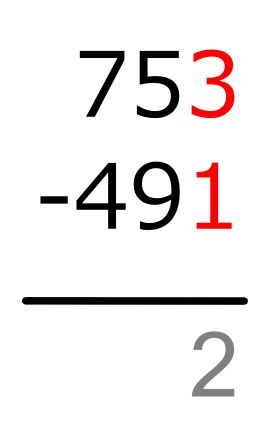
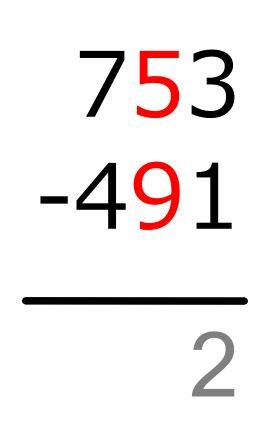
9 + ... = 5
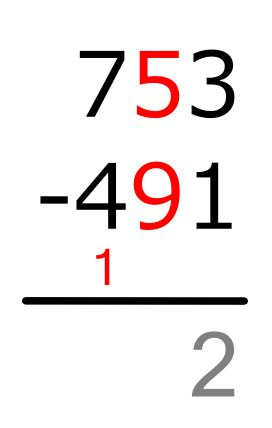
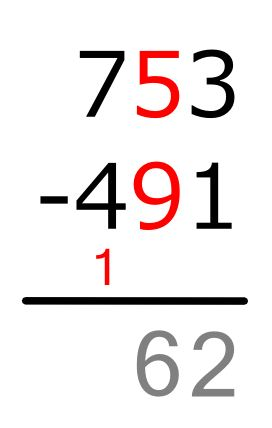
9 + ... = 15
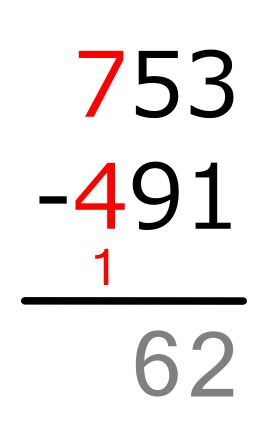
(4 + 1) + ... = 7
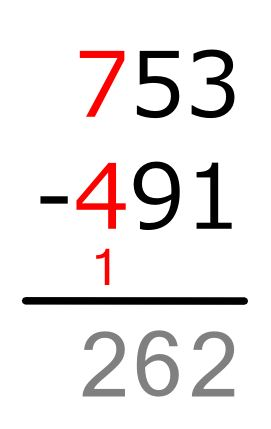
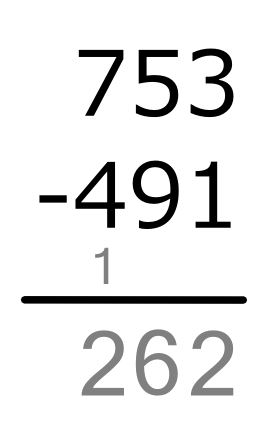
계산 결과

### 왼쪽에서 오른쪽으로
예시:

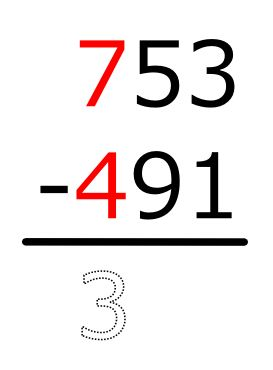
7 − 4 = 3
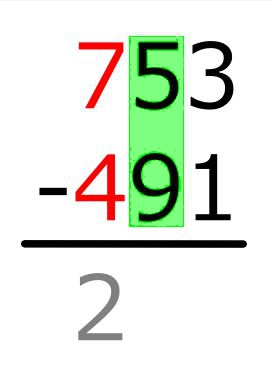
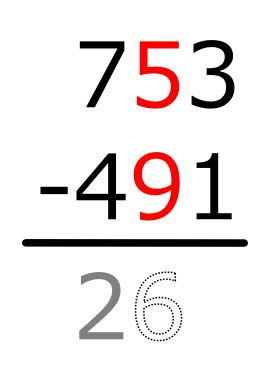
15 − 9 = 6
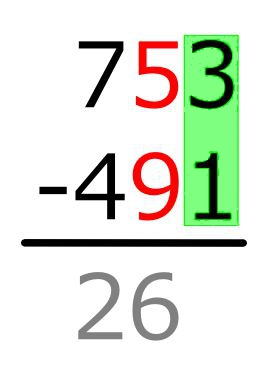
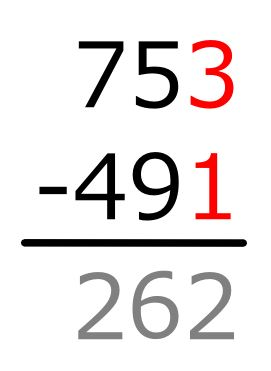
3 − 1 = 2

### 미국
예시:

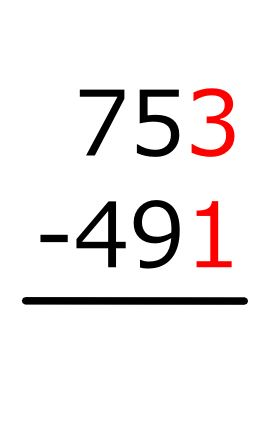
3 − 1 = ...
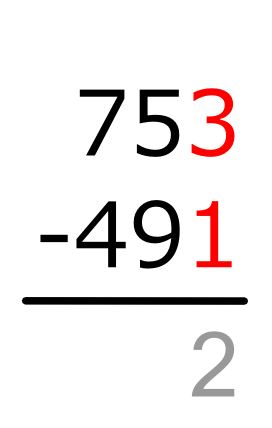
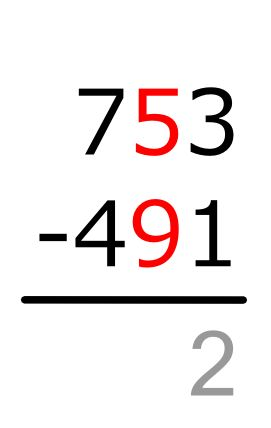
5 − 9 = ...
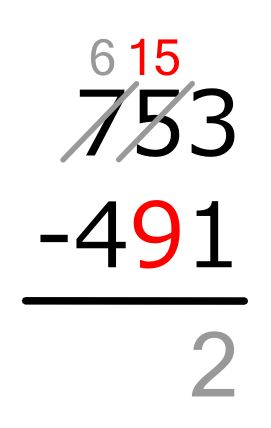
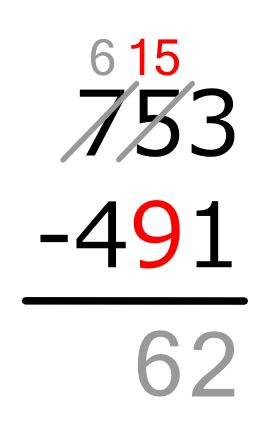
15 − 9 = ...
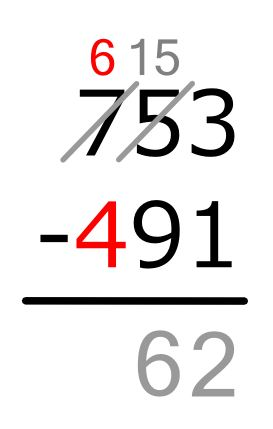
6 − 4 = ...
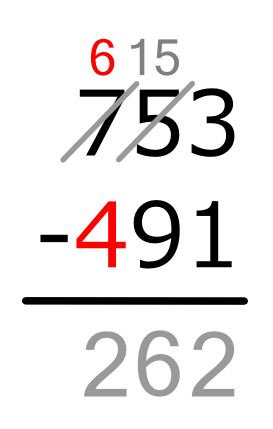
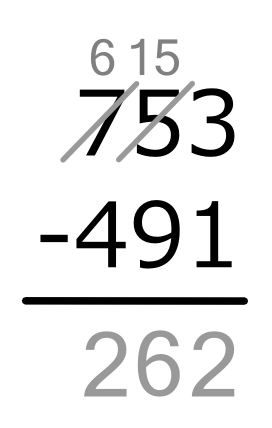
계산 결과

### Trade first
예시:

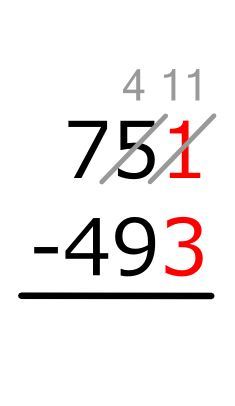
1 − 3 = 불가능.
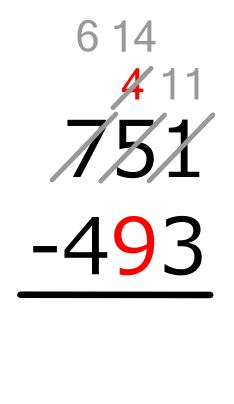
4 − 9 = 불가능.
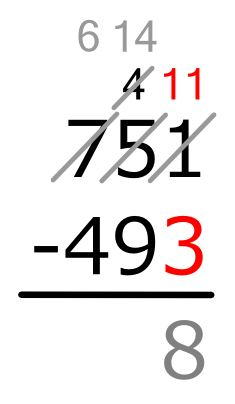
11 − 3 = 8
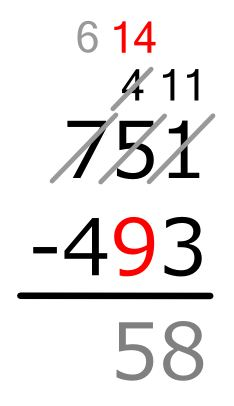
14 − 9 = 5
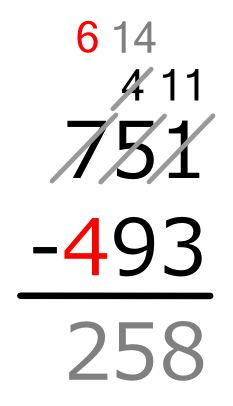
6 − 4 = 2

### Partial differences
예시:

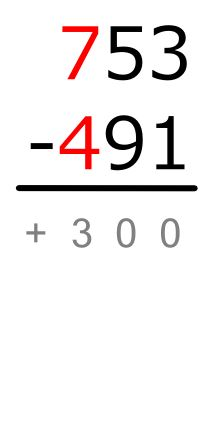
700 − 400 = 300
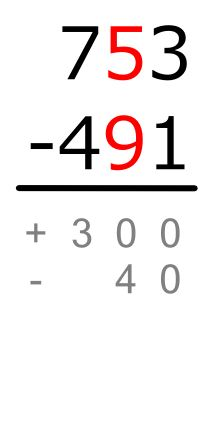
90 − 50 = 40
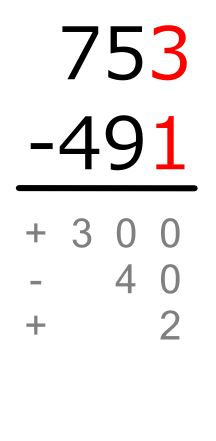
3 − 1 = 2
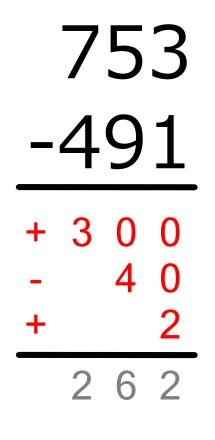
+300 − 40 + 2 = 262

### Nonvertical methods
예시:
1234 − 567 = :
- 567 + 3 = 570
- 570 + 30 = 600
- 600 + 400 = 1000
- 1000 + 234 = 1234

계산 결과: 3 + 30 + 400 + 234 = 667.

#### Breaking up the subtraction
예시:
1234 − 567 = :
- 1234 − 500 = 734
- 734 − 60 = 674
- 674 − 7 = 667

#### Same change
예시:
"1234 − 567 =" :
- 1234 − 567 = 1237 − 570 = 1267 − 600 = 667

## 같이 보기
- 사칙연산
- 음수
- 더하기표와 빼기표